# Tjejband
| Joan Jett och Lita Ford i The Runaways. |  | Joan Jett och Lita Ford i The Runaways. |
| Joan Jett och Lita Ford i The Runaways. |  |                                         |

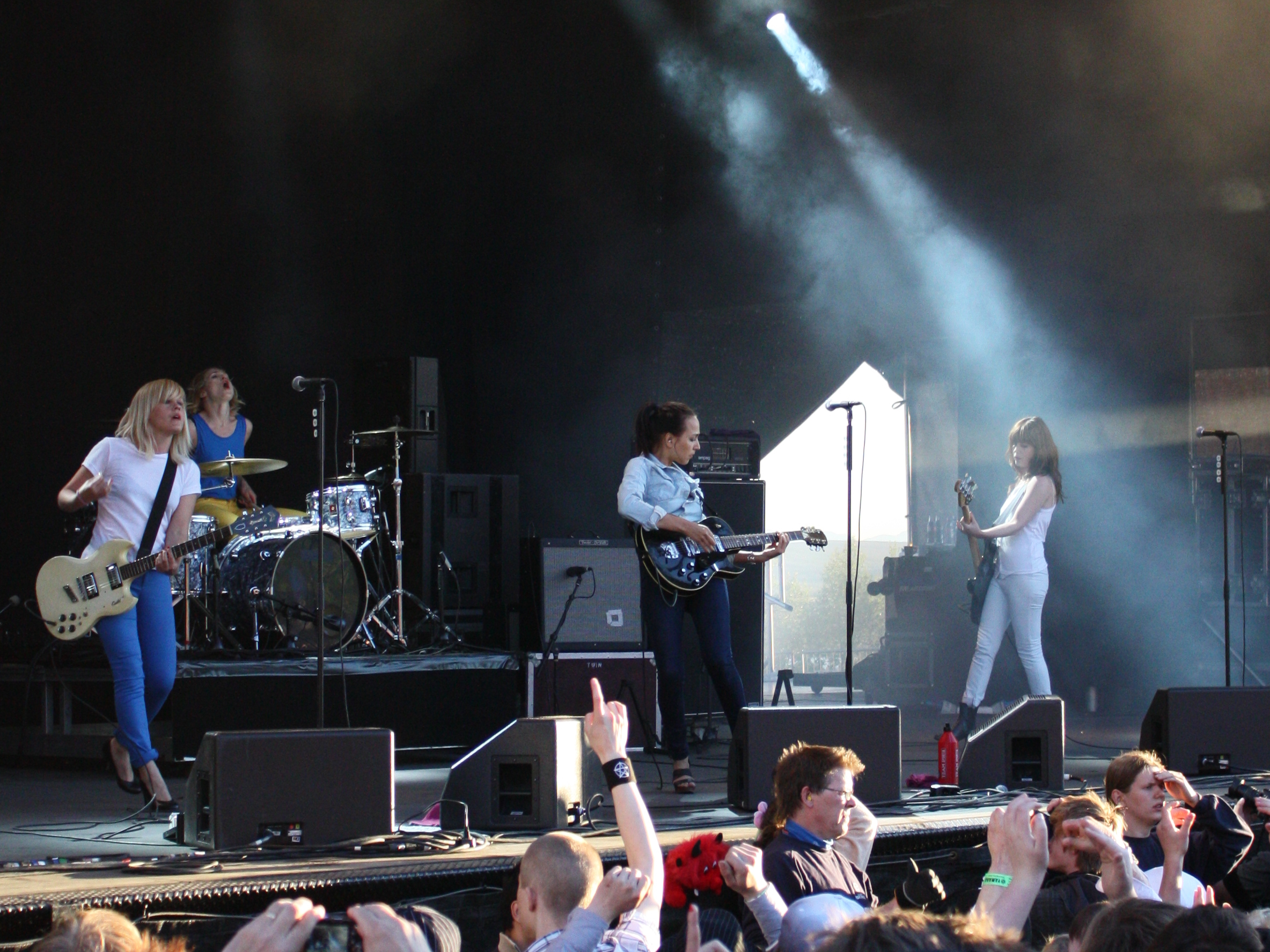
Sahara Hotnights spelar på Kirunafestivalen 2008.

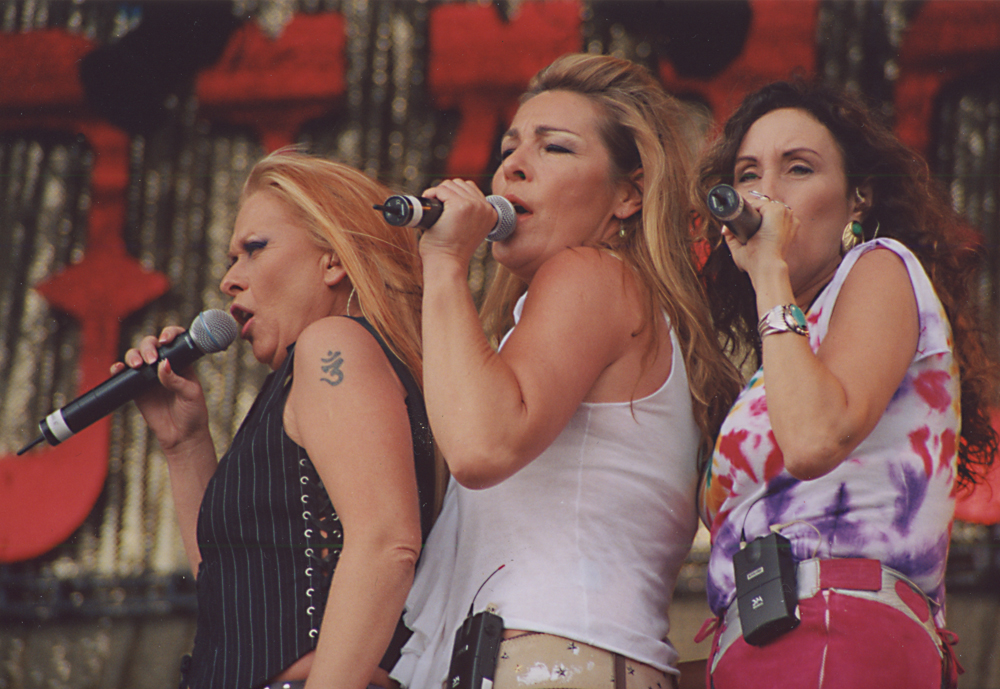
Sanne Salomonsen, Lis Sørensen och Tamra Rosanes i countrybandet Cowgirls.

Ett tjejband (eller tjejgrupp) är en musikgrupp som består enbart av kvinnor. Begreppet avser inte någon speciell musikgenre, utan tjejband förekommer inom såväl pop, rock, jazz som andra genrer. På grund av begreppsförvirring har dock det under senare år blivit kontroversiellt att tala om tjejband/-grupper.

## Historik
Under 1950-talet förekom en del kvinnliga vokalister i manliga grupper och de första tjejbanden bildades under 1960-talet. Ett av de första var amerikanska Goldie and the Gingerbreads, som blev särskilt populära i Storbritannien. I Sverige bildades grupper som Nursery Rhymes (med bland andra Marie Selander), NQB, Rainy Day Women, Plommons och Mak les Soeurs. Dessa band skilde sig inte från de dåtida manliga grupperna i musikaliskt avseende.
Det följande 1970-talet kom att bli en genombrottstid för tjejbanden. Det första internationellt kända tjejrockbandet blev amerikanska Fanny, vilket dock sågades av den amerikanska manliga rockkritiken. Andra amerikanska band var Birtha (med bland andra Rosemary Butler) och The Runaways. Det sistnämnda bildades av den manlige producenten Kim Fowley i ett försök att återuppliva 1960-talets tjejgrupper. År 1975 bildades jazzrockgruppen Isis, i vilket ingick flera medlemmar från Goldie and the Gingerbreads.
Under inflytande av den nya kvinnorörelsen uppstod under 1970-talet även en ny kategori av kvinnomedvetna tjejband. Bland de första fanns amerikanska New Haven & Chicago Women's Liberation Rock Bands och tyska Flying Lesbians. I Danmark bildades Søsterrock, Lilith och Shit & Chanel och i Sverige bland andra Andra bullar, Husmoderns bröst, Häxfeber, Mixed media, Röda bönor och Tintomara.
Den kvinnliga avantgardismen fick fritt spelrum i det brittiska punkbandet The Slits. I London bildades 1978 The Raincoats, som var viktiga företrädare för den feministiska rocken kring 1980. År 1981 hölls den första kvinnorockfestivalen, Venus Weltklang, i Västberlin. Huvudattraktion var det tyska bandet Malaria! och bland de övriga kan nämnas The Slits och The Mo-dettes från Storbritannien, Unknown Gender från USA och Wicked Lady från Nederländerna. Vid denna tidpunkt fanns tjejer inom så gott som samtliga rockgenrer, till exempel Girlschool från Storbritannien som spelade hårdrock och Mania D från Västberlin som spelade experimentell rock. I Sverige bildades under denna tid band som Fega Påhopp, Pink Champagne, Tant Strul och Mögel. Ett något senare svenskt band var Petula and the Clarks.
En annan viktig feministisk musikrörelse var den så kallade riot grrrl-rörelsen som uppstod i början av 1990-talet i Seattle-regionen i USA. Dessa band spelade punkrock i en reaktion mot de mansdominerade punkbanden med machismo-ideal. Grupper som brukar förknippas med riot grrrl är bland andra Bikini Kill, Jack Off Jill, Nomy Lamm och Free Kitten.
År 2002 utgav Svenskt Rockarkiv samlingsalbumet Från Plommons till Drain: svenska tjejrockband 1966–1999, vilket var ett försök att sammanfatta och komplettera den skrala dokumentationen över svenska tjejband. Av mer sentida band som medverkar på skivan kan nämnas Drain, Sahara Hotnights och The Pusjkins.
Under 2000-talet bildades flera band med enbart kvinnor. Det norska rockbandet Cocktail Slippers bildades 2001. De danska rocksångerskorna Lis Sørensen, Sanne Salomonsen och Tamra Rosanes startade countrygruppen Cowgirls. I Sverige gick musikerna Gudrun Hauksdottir, Cecilia Nordlund, Lotta Wenglén, Nina Persson och Helena Josefsson samman i en kvintett som turnerade med musik av Dolly Parton. År 2005 bildades den svenska popgruppen Those Dancing Days och det stockholmsbaserade hårdrockbandet Hysterica som fick priset för "Bästa nykomling" vid Swedish Metal Awards 2010.

## Kontroverser kring begreppet
På engelska gör man åtskillnad mellan begreppen all-female band och girl group, men någon motsvarande distinktion upprätthålls inte på svenska språket. Eftersom tjejband/-grupp används med båda betydelserna har begreppet blivit kontroversiellt och uppfattas ofta som nedsättande, då många främst förknippar det med grupper inom den kommersiella popgenren i vilka medlemmarna sällan spelar egna instrument, utan sjunger och dansar ackompanjerade av studiomusiker. Begreppet anses också leda till att större vikt läggs vid musikernas kön än den musik de spelar, och att de placeras i särskild kategori vid sidan av "killbanden". Till följd av detta föredrar många att tala om "band som består enbart av kvinnor" eller liknande.